# アメリカ宇宙軍の旗

アメリカ宇宙軍の軍旗

アメリカ宇宙軍の旗（アメリカうちゅぐんのはた, Flag of the United States Space Force）は、アメリカ宇宙軍で用いられている軍旗。
アメリカ宇宙軍は2019年12月に創設されたが、宇宙軍の軍旗は2020年5月15日に制定された。軍旗は、黒地に宇宙軍の紋章を中央に配し、下部に"United States Space Force"（アメリカ宇宙軍）の文字と創設年の2019年をローマ数字（MMXIX）で示している。

## その他の旗

宇宙軍作戦部長の旗
宇宙軍作戦副部長の旗
宇宙軍最先任上級曹長の旗

宇宙軍大将の階級旗
宇宙軍中将の階級旗
宇宙軍少将の階級旗
宇宙軍准将の階級旗

宇宙作戦軍団の旗
宇宙システム軍団の旗
宇宙訓練・即応軍団の旗